# Sanatorium Neufriedenheim de Munich
Le sanatorium Neufriedenheim de Munich était un hôpital psychiatrique privé situé dans l'actuel quartier Sendling - Westpark de Munich, qui a existé de 1891 à 1941. Au cours de la Seconde Guerre mondiale, en 1942, le bâtiment, gravement endommagé lors d'un raid aérien, est destiné provisoirement à l'hébergement des réfugiés. 
Après la guerre, il est confisqué par le gouvernement militaire américain jusqu'en 1952. Après le départ des Américains, le bâtiment est reconstruit pour l'usage de  l'institution nationale des sourds-muets (aujourd'hui l'école publique bavaroise pour les sourds) et l'architecture du bâtiment existant est considérablement simplifiée, engendrant son retrait des monuments classés. 
L'institution publique pour les sourds-muets a utilisé Neufriedenheim de 1952 à 2011, puis le bâtiment est resté inoccupé. Fin 2021, le bâtiment est démoli pour la nouvelle construction d'établissements d'enseignement sur le Campus Westpark.

## Construction du bâtiment
En 1891, le noyau du complexe psychiatrique, incluant trois ailes avec des pavillons centraux et latéraux et une villa individuelle dans un grand jardin éloigné de la ville, est construit par l'architecte Max Deissböck et agrandi l'année suivante,. Jusqu'en 1899, l'architecte Johann Hieronymus ajoute d'autres ailes et dépendances, dont une villa pour le chef de l'établissement. Deux promenoirs et une guérite pour le portier sont édifiés en 1911.

## Histoire

### 1891 - 1941
L'hôpital psychiatrique pouvait accueillir environ 80 patients des deux sexes dans des services ouverts et fermés et s'adressait aux patients des classes supérieures de la population. Le propriétaire d'origine et directeur médical, Karl Kraus, a dû vendre la clinique dès 1892 en raison de difficultés financières. L'acquéreur était son médecin-chef, Ernst Rehm, qui a ensuite dirigé la clinique. À la fin des années 1920, la partie nord de la propriété forestière de la clinique est séparée et accueille  la colonie à but non lucratif Friedenheim, également connue sous le nom de Neufriedenheim. Lorsque Rehm prend sa retraite en raison de son âge, son gendre Leo Baumüller lui succède. La famille Rehm doit cependant vendre la clinique en 1941 pour des raisons personnelles. Elle est acquise par le Secours populaire national-socialiste, qui a toutefois cessé ses activités en raison de la guerre et donc Neufriedenheim n'a plus jamais fonctionné comme asile d'aliénés.

### 1942 - 2012
Pendant la guerre, le bâtiment a été gravement endommagé par les bombes en 1942 et n'a d'abord été réparé que provisoirement. Le Bureau du gouvernement militaire pour l'Allemagne a confisqué l'installation et l'a utilisée jusqu'en 1952. Le gouvernement militaire américain a entrepris d'autres mesures de construction. En 1952, l' institution nationale pour sourds-muets a quitté son bâtiment gravement endommagé de la Goethestraße à Neufriedenheim et a entrepris une rénovation générale de la construction jusqu'en 1957.
En 1958, la partie sud a également été séparée du reste du domaine. L'Erasmus-Grasser-Gymnasium et le Ludwigsgymnasium y ont été construits. En 1965, une autre partie a été séparée à l'est, sur laquelle un nouveau bâtiment pour le séminaire d'étude Albertinum a été érigé . La villa sur le site a dû être démolie à la fin des années 1960 pour permettre la création de l'autoroute fédérale 96. Depuis lors, l'autoroute passe au nord de l'ancien bâtiment principal. En 1983, le vaste Westpark a ouvert à l'est du complexe, créant une ceinture verte continue depuis Laim jusqu'au centre-ville.

### Depuis 2012
En raison des graves dommages de guerre et de la reconstruction grandement simplifiée et sommaire, le bâtiment a été retiré de la liste des monuments classés.

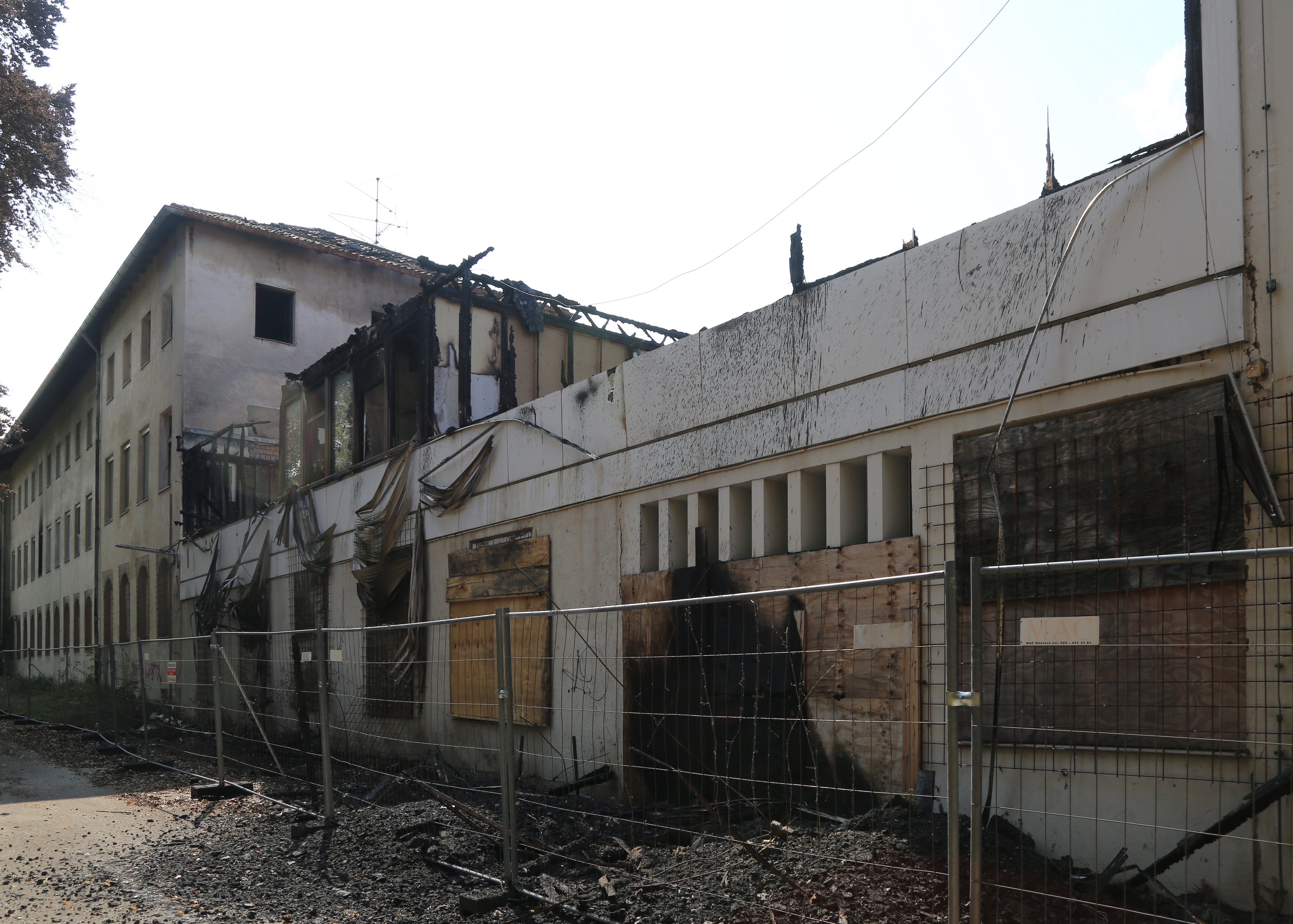
Dégâts dus au feu du 3 Août 2020 sur l'extension et une partie de la charpente.

Le bâtiment est inoccupé depuis que l'école publique pour sourds l'a cédé à la fin de l'année 2012. Il est endommagé lors d'un incendie en août 2020, et démoli fin 2021.
L'État libre de Bavière prévoit d'utiliser à nouveau la propriété à des fins éducatives sous le nom de projet provisoire « Bildungscampus Westpark ». Une association de soutien existe depuis janvier 2014. En 2018, la ville et l'État libre ont convenu d'un échange de terres, qui a mis la zone entre les mains de la ville. Elle prévoit des extensions des deux lycées pour environ 1 000 élèves supplémentaires à l'avenir, une salle de sport, un nouveau collège et un nouveau bâtiment pour le centre d'éducation spéciale Mitte-3 de Munich, qui est actuellement réparti sur deux propriétés à proximité.

## Patients célèbres
L'un des patients les plus connus est le duc Siegfried en Bavière (1876–1952), qui a subi des lésions cérébrales permanentes à la suite d'une chute lors d'une course équestre en 1899 et est devenu mentalement malade. Il a passé la majeure partie de sa vie au sanatorium de Neufriedenheim.
En 1904, le neurologue et écrivain Oskar Panizza est admis à Neufriedenheim pendant dix jours en tant que patient, mais quitte l'établissement prématurément après un différend avec la direction.